# Start All Over
Start All Over è un singolo della cantante statunitense Miley Cyrus, pubblicato il 6 dicembre 2007 come estratto dall'album Hannah Montana 2: Meet Miley Cyrus.

## Video musicale
In un'intervista esclusiva con Access Hollywood, Cyrus ha parlato del video musicale della canzone, diretto da Marc Webb. Ha detto: "Volevo qualcosa di folle che nessun altro avesse mai fatto e che fosse davvero casuale, perché questa canzone è piuttosto casuale. Girato a novembre Il 16, 2007, in una zona suburbana di Los Angeles, California, il video includeva cinquanta ballerini di sottofondo, tra cui un'insegnante di scuola media. Cyrus ha detto che il concetto era: "Canto e ballo e mi piace scatenarmi e non ho idea da dove vengano queste persone." La parte del video musicale in cui entra nella scena "simile al carnevale" trae ispirazione dagli anni '50 e da Hairspray. Un altro concetto che ha spiegato ulteriormente è stata l'apparizione di un uomo in un "ambiente da ballo di fine anno". Cyrus ha detto: "Qui ci sarà il ragazzo con cui dovrei 'ricominciare tutto da capo' e siamo al ballo di fine anno, quindi non indosso un vestito o qualcosa del genere. Quindi, è casuale. È come se tutto stesse accadendo all'improvviso. La fine del video musicale, ha spiegato, è stata quando è tornata "al suo posto" dopo una giornata di "tortura".
Il video musicale di Start All Over è stato visto per la prima volta su Disney Channel il 19 dicembre 2007. È diventato disponibile digitalmente, tramite iTunes Store, il 29 gennaio 2008. Nel 2008, il video ha ricevuto una nomination ai MuchMusic Video per Miglior video di un artista internazionale, ma ha perso contro il video di Rihanna per "Don't Stop the Music."

### Sinossi
Il video inizia con Cyrus, in pigiama, che spegne una lucina notturna e si addormenta. Quando si sveglia, Cyrus si ritrova sul suo letto, su una rampa da skate; indossa una maglietta bianca, un gilet nero, pantaloni rossi e stivali neri. Nel frattempo, degli skater stanno usando la rampa, Cyrus si alza e canta la canzone in modo confuso. Poi sale su uno scuolabus, occupato da uomini e donne d'affari, da cui esce dalla porta di emergenza sul retro. Per tutto il resto del video, Cyrus esplora un'ambientazione "da carnevale", mentre balla. Appaiono diverse figure casuali, come astronauti, subacquei, insegnanti di scuola media e cowboy. Un grande motivo a stella cade e rivela un palco da concerto dove Cyrus esegue la canzone insieme a una band. Alla fine del video, Cyrus viene svegliato da una sveglia e una stampante stampa fotogrammi di ciò che è accaduto durante il video musicale.

## Classifiche
| Classifica (2008) | Posizione massima |
| ----------------- | ----------------- |
| Australia         | 41                |
| Canada            | 91                |
| Stati Uniti       | 68                |